# Amanda Lear (singolo)
Amanda Lear è un singolo del gruppo musicale italiano Baustelle, pubblicato il 30 dicembre 2016; è il primo singolo estratto dal loro settimo album in studio L'amore e la violenza.

## La canzone
Il testo racconta di un amore finito in fretta a causa del "pessimismo da quattro soldi" di lei, che ripeteva "niente dura per sempre", come "il tempo di un LP, il lato A, il lato B"; riguardo al titolo scelto i Baustelle hanno dichiarato:
aggiungendo comunque: E Amanda Lear che c’entra? È una donna magnifica, una parola tronca spettacolare, e una azzardata similitudine (l’amore è come un LP di disco music, si balla il lato A, si balla il lato B, e chi s’è visto s’è visto). Amanda Lear c’entra e non c’entra, c’è e non c’è, come ogni dio che si rispetti.

## Tracce
1. Amanda Lear – 4:24

## Video
Il videoclip della canzone è stato pubblicato il 13 gennaio 2017, giorno di uscita dell'album L'amore e la violenza. Il video è stato diretto dal gruppo To Guys. Oltre ai tre musicisti compaiono diversi personaggi tra cui la protagonista, una sosia della stessa Amanda Lear.
Il brano ha raggiunto la posizione #59 della classifica italiana ufficiale Top Singoli FIMI.